# Isabel Thorne
Isabel Jane Thorne (née Pryer; Londen, 22 september 1834 – Londen, 9 oktober 1910) was een Britse feministe en een van de Edinburgh Seven, een groep van vrouwelijke studenten die in maart 1869 geneeskunde ging studeren aan de Universiteit van Edinburgh.

## Biografie
Isabel Thorne werd geboren als Isabel Jane Pryer op 22 september 1834 in Londen, als derde dochter van Isabel (1812–1884) en Thomas Pryer (1810/11–1851), een advocaat. Ze volgde haar opleiding aan het Queen's College in Londen. Op 12 augustus 1856 trouwde ze met Joseph Thorne (1823–1885), een theehandelaar in China, en bracht het grootste deel van haar vroege huwelijksleven door in Shanghai. Er wordt aangenomen dat het echtpaar vijf kinderen heeft gehad, waaronder Isobel (geboren in 1860), May (geboren als Mary in 1861), die chirurg werd nadat ze haar moeder had gesteund in haar campagnes en dr. Atwood Thorne, chirurg in het London Throat Hospital. Terwijl ze in Shanghai woonde, stierf een van haar kinderen, wat haar inspireerde om naar China en India te reizen om vrouwen en kinderen te helpen.
Thorne raakte overtuigd van de noodzaak voor vrouwen om vrouwelijke artsen te hebben voor zichzelf en hun kinderen, vooral vrouwen die in China en India wonen. Ze reisde door China tijdens de Taipingopstand. Toen het gezin in 1868 terugkeerde naar Engeland, begon ze een opleiding tot verloskundige aan het Ladies' Medical College in Londen, maar beschreef het onderwijs daar later als ontoereikend.

### Edinburgh Seven
Thorne reageerde op een advertentie van Sophia Jex-Blake om zich aan te sluiten bij een groep vrouwen om te kunnen toegelaten te worden aan de Universiteit van Edinburgh. Een aanvraag werd ingediend in de zomer van 1869 namens de groep van aanvankelijk vijf vrouwen (later in het jaar kwamen er nog twee bij om de Edinburgh Seven te vormen). De groep bestond uit Mary Anderson, Emily Bovell, Matilda Chaplin, Helen Evans, Sophia Jex-Blake, Edith Pechey en Isabel Thorne). De groep vroeg om een toelatingsexamen en het recht om alle lessen en examens bij te wonen die nodig waren voor een graad in de geneeskunde. Deze aanvraag werd goedgekeurd door de universiteitsrechtbank en de Universiteit van Edinburgh werd de eerste Britse universiteit die vrouwen toeliet.
De vrouwelijke studenten kregen meer en meer met vijandigheid te maken. Ze ontvingen obscene brieven, werden naar huis gevolgd, er werd vuurwerk aan de voordeur bevestigd en er werd met modder en afval naar hen gegooid. Invloedrijke leden van de medische faculteit overtuigden de universiteit er uiteindelijk van om de vrouwen hun afstuderen te weigeren door in beroep te gaan bij hogere rechtbanken. De rechtbank oordeelde uiteindelijk dat de vrouwen die een diploma hadden behaald nooit aan de cursus hadden mogen deelnemen. Hun diploma's werden ingetrokken en de campagne in Edinburgh mislukte in 1873. Een aantal van de vrouwen gingen naar Europese universiteiten die vrouwen al toestonden af te studeren en voltooiden daar hun studie.

### Carrière
Nadat Sophia Jex-Blake, Elizabeth Garrett Anderson, Emily Blackwell en Elizabeth Blackwell samen met Thomas Henry Huxley de London School of Medicine for Women (LSMW) oprichtten in 1874, vroegen ze Thorne om de functie van "Honorary Secretary" te bekleden, wat ze deed van 12 juni 1877 tot 1908. Ze had ook een zetel in de uitvoerende macht, hoewel ze nooit echt een diploma geneeskunde had behaald. Thorne gaf haar eigen ambitie om dokter te worden op om zich in te zetten om de school soepel te laten verlopen en steviger verankerd te raken. Maar dr. Lucy Sewall schreef ooit dat van alle studenten in Edinburgh, Isabel Thorne waarschijnlijk de beste dokter zou worden. Ze was attent, tactvol, hardwerkend, ijverig en dertig jaar lang de steunpilaar van het universiteitsbestuur.
Thorne hield gegevens bij en schreef een verslag van deze jaren, dat in 1905 werd gepubliceerd als Sketch of the Foundation and Development of the London School of Medicine for Women. In 1908 volgde haar dochter, de chirurg May Thorne, die in 1895 aan de LSMW was afgestudeerd, haar op als "Honorary Secretary".
Thorne stierf op 7 oktober 1910 in haar huis aan Harley Street 148, Londen. Ze werd op 11 oktober gecremeerd en haar as werd begraven op het kerkhof van Southover in Lewes.

## Erkenning
De Edinburgh Seven ontvingen op 6 juli 2019, 150 jaar nadat zij zouden hebben moeten afstuderen, postuum een eredoctoraat van de Universiteit van Edinburgh. De diploma's werden door een huidige groep vrouwelijke studenten van de Edinburgh Medical School in ontvangst genomen. De diploma-uitreiking was de eerste van een reeks evenementen die door de Universiteit van Edinburgh waren gepland om de prestaties en het belang van de Edinburgh Seven te herdenken.
- International Standard Name Identifier: 0000 0000 4988 5760
- Library of Congress Control Number: nr2006001685
- Virtual International Authority File: 66427468
- WorldCat: E39PBJvhqdjY4grhPMmkJvqqQq